# Сельхозпочинок
Сельхозпочинок (горномар. Сельхозпочинкӓ) — деревня в Килемарском районе Республики Марий Эл. Входит в состав Кумьинского сельского поселения.

## География
Находится в западной части республики Марий Эл на расстоянии приблизительно 14 км по прямой на юго-запад от районного центра посёлка Килемары.

## История
Возникла в 1920 году в связи с созданием сельскохозяйственного кооператива «Починок». В 1924 году здесь в 32 дворах проживали 156 человек, по национальности русские. Работали пилорама, бондарный цех, магазин. В деревне позже стала находиться Кумьинская средняя общеобразовательная школа. Работали колхозы «Зелёный бор» и «Знамя», СПК колхоз «Активист».

## Население
Население составляло 83 человека (русские 71 %) в 2002 году, 62 в 2010.